# Front (seregtest)
A front (oroszul: фронт) a Szovjet Hadsereg szárazföldi csapatainak alapvető hadműveleti-hadászati seregteste volt háború idején. Rendeltetése hadműveleti és hadműveleti-hadászati feladatok végrehajtása volt egy hadászati vagy néhány hadműveleti irányban. Feladatait általában a szomszédos frontokkal és más csapatokkal együttműködve hajtotta végre, de néha önállóan is tevékenykedett. Hadrendje függött a feladatától, hadműveleti lehetőségeitől, a környezettől és tevékenységi irányának fontosságától. Összetételét a feladatától függően határozták meg, és eszerint látták el támogató és megerősítő eszközökkel és erőkkel más fegyvernemek állományából illetve a Főparancsnokság tartalékából. Állományába általában szárazföldi és repülőseregtestek (összfegyvernemi, harckocsi- és légihadseregek), egyéb magasabbegységek, egységek, továbbá hadtápcsapatok és intézmények, valamint vezetési szervek tartoztak.
A front kifejezést katonai szervezet értelmében először a cári hadsereg használta az orosz–japán háborúban. Frontok működtek az első világháborúban, oroszországi polgárháború, a lengyel–szovjet háború, majd a második világháború során. Mivel a frontokat csak háború kitörésekor vagy közvetlen háborús veszély esetén állították fel, így a hidegháború idején formálisan nem léteztek, de a háborús felkészülés során számoltak a felállításukkal, és ezt megfelelő szervezési intézkedésekkel előkészítették.
A frontokat általában vagy arról a hadászati irányról nevezték el, amerre tevékenységük irányult, vagy arról a városról vagy területről, ahol megalakultak vagy első bevetéseik voltak.
A szovjet hadsereggel a második világháborúban szembenálló német hadseregben a frontnak pontos megfelelője nem volt, mivel ott a hadseregeket összefogó hadseregcsoportok egy-egy hadászati irányban tevékenykedő csoportosítások voltak, így ezek a szovjet frontoknál lényegesen nagyobb erőt képviseltek. A szovjet hadseregben a moszkvai ellentámadástól kezdve szerveztek hozzájuk hasonló hadászati csoportosításként frontcsoportokat. A nyugati szövetségesek hadseregcsoportjai viszont a szovjet frontokhoz hasonló szerepet töltöttek be.

## A frontok létrejötte
A frontoknak és hadseregcsoportoknak mint katonai szervezeteknek a létrejötte a 20. század elejére tehető, és a haditevékenység egy új formájának megjelenésével, a hadműveletekkel illetve a hadműveleti művészet kialakulásával, továbbá a hadvezetés és az ellenőrzés összpontosításának ebből következő igényével volt kapcsolatos. Az orosz hadseregben az első világháborút megelőzően az 1904-5-ös orosz–japán háború tapasztalatai alapján két frontparancsnokságot hoztak létre a nyugati (európai) hadszíntér csapatainak irányítására, melyek a háború kezdetén önálló seregtestekké alakultak.
A háború során a frontok száma ötre növekedett, rendeltetésük ekkor elsősorban a fő hadászati feladatok megoldása volt. A háború kezdetén más európai hadseregekben (német, angol, francia) is hasonló csoportosításokat hoztak létre hadseregcsoport elnevezéssel.
Az polgárháború során a Vörös Hadseregben kezdetben négy frontot hoztak létre a hadászati feladatok megoldására. A haditevékenység léptékének kiterjedésével és a frontok számának növekedésével (6-7-re) ezekhez helyeződtek át a hadműveleti-hadászati feladatok.

## Frontok a Nagy Honvédő Háborúban
A Nagy Honvédő Háború kezdetén a főparancsnokság öt frontot hozott létre, melyek száma a háború folyamán 10-15-re nőtt a frontvonal hosszától és a szovjet fegyveres erők haditevékenységének jellegétől függően. A frontok elsősorban hadműveleti célokat hajtottak végre, csak kivételes esetekben kaptak hadászati feladatokat. A hadászati célok elérése általában a frontcsoportokra hárult.
A többi hadviselő fél hadseregében a második világháború alatt a korábbiakhoz hasonlóan hadseregcsoportokat hoztak létre, melyek összeállítását a rendeltetésük és a hadviselés jellege határozta meg.

## A frontok parancsnokai
A frontok parancsnokai általában hadseregtábornokok vagy a Szovjetunió marsalljai voltak, de
előfordult, hogy ennél alacsonyabb rangban lévő tábornok parancsnokolt egy frontot. A frontok parancsnokai általában a gyalogsági fegyvernemhez tartoztak.
A frontokat általában négy meghatározó személy vezette:
- A front parancsnoka
- A front törzsfőnöke[1]
- A haditanács[2] tagja
- A haditanács tagja

## Szovjet frontok az 1917. évi vörös forradalomban
Az oroszországi forradalom alatt létrehozott frontok jelentették a későbbi Vörös Hadsereg alapjait.
- Északi Front
- Keleti Front
- Turkesztáni Front
- Kaukázusi Front
- Délkeleti Front
- Déli Front
- Ukrán Front
- Délnyugati Front
- Nyugati Front

## Szovjet frontok a második világháborúban
- Balti frontok
  - 1. Balti Front: a Kalinyini Frontból hozták létre 1943 végén.
  - 2. Balti Front: a Brjanszki Frontból hozták létre 1943. október 10-én.
  - 3. Balti Front
- Brjanszki Front – 1941. december 18-án hozták létre, a Nyugati és a Délnyugati Front szektora között. 1943. március 11-12-én feloszlatták. Újraalakították az Orjoli Frontból 1943. március 28-án.
- Belorusz frontok
  - 1. Belorusz Front
  - 2. Belorusz Front
  - 3. Belorusz Front
- Kaukázusi Front
- Középső Front
- Krími Front – 1942 januárjában jött létre a 44., 47 és 51. hadseregekből
- Doni Front
- Kelet-Ázsiai frontok
  - 1. Kelet-ázsiai Front
  - 2. Kelet-ázsiai Front
- Kalinyini Front – a Kalinyini Frontot hivatalosan a Főparancsnokság 1941. október 17-ei direktívájában hozzák létre a 22., 29 és 30. hadseregekből. 1943. október-decemberben 1. Balti Fronttá nevezik át.
- Karéliai Front – az Északi Frontból jött létre 1941. augusztus 23-án, a Leningrádi Fronttal egyidőben.
- Kurszki Front
- Leningrádi Front – az Északi Frontból jött létre 1941. augusztus 23-án, a Karéliai Fronttal egyidőben.
- Moszkvai Védelmi Körzet
- Moszkvai Tartalék Front
- Mozsajszki Védelmi Vonal
- Észak-kaukázusi Front
- Északi Front - 1941. június 24-én hozták létre a Leningrádi Katonai Körzetben.
- Északnyugati Front – 1941. június 22-én hozták létre a Balti Különleges Katonai Körzetben.
- Orjoli Front – 1943. március 24-én hozták létre Orjol keleti térségének a német offenzíva elleni védelmére. A Nyugati Front 61. hadseregéből, a Középső Front 3. hadseregéből és a 15. légihadseregből állították fel. Brjanszki Fronttá nevezték át 1943. március 28-án.
- Tengermelléki Hadseregcsoport
- Tartalék Front – 1941. július 14-én hozták létre a tartalék hadseregekből.
- Délkeleti Front – a Sztálingrádi Front balszárnyából hozták létre 1942. augusztus 7-én. Sztálingrádi Fronttá nevezték át 1942. szeptember 28-án.
- Délnyugati Front – eredetileg 1941. június 22-én hozták létre. Újraszervezték 1942. október 22-én a Doni és a Voronyezsi Front között. 3. Ukrán Fronttá nevezték át 1943. október 2-án.
- Sztálingrádi Front – a Voronyezsi Fronttal együtt hozták létre a Délnyugati Front maradványaiból 1942 júliusában. Doni Fronttá nevezték át 1942. szeptember 28-án.
- Sztyeppi Front - 2. Ukrán Fronttá nevezték át 1943. október 20-án.
- Bajkálontúli Front
- Kaukázusontúli Front – 1941. augusztus 23-án hozták létre.
- Ukrán frontok
  - 1. Ukrán Front
  - 2. Ukrán Front
  - 3. Ukrán Front
  - 4. Ukrán Front
- Volhovi Front – 1941. december 17-én hozták létre
- Voronyezsi Front – 1. Ukrán Fronttá nevezték át 1943. október 20-án.
- Nyugati Front – 1941. június 22-én hozták létre a Nyugati Különleges Katonai Körzetben.

## Fordítás
Ez a szócikk részben vagy egészben  a   Front (Soviet Army) című angol Wikipédia-szócikk fordításán alapul.  Az eredeti cikk szerkesztőit annak laptörténete sorolja fel. Ez a jelzés csupán a megfogalmazás eredetét és a szerzői jogokat jelzi, nem szolgál a cikkben szereplő információk forrásmegjelöléseként.